# Parque Nacional das Montanhas Dulcie
Parque Nacional das Montanhas Dulcie é um parque nacional australiano localizado no Território do Norte, 220 km a nordeste de Alice Springs e 1235 km a sudeste da capital territorial, Darwin. O parque fica ao longo da borda sudoeste da Cordilheira de Dulcie. Foi declarado pela primeira vez em 1991 e novamente em julho de 2012. Um projeto de plano de gerenciamento foi publicado pela Comissão de Parques e Vida Selvagem do Território do Norte em maio de 2001.